# Cowper-Zeichen
Das Cowper-Zeichen ist ein klinisches Zeichen, das bei Menschen auftreten kann, die an einer progressiven supranukleären Blickparese (PSP) erkrankt sind. Durch zurückgezogene Oberlider entsteht der Eindruck eines starren, erstaunten Blicks.